# Popławce (Białoruś)
Popławce (ros. Поплавцы, Popławcy) – wieś na Białorusi, w obwodzie grodzieńskim, w rejonie brzostowickim, w sielsowiecie brzostowickim.
Siedziba parafii prawosławnej pw. św. Paraskiewy Serbskiej.

## Historia
Wieś magnacka położona była w końcu XVIII wieku  w powiecie grodzieńskim województwa trockiego Wielkiego Księstwa Litewskiego. 
W czasach zaborów w granicach Imperium Rosyjskiego, w guberni grodzieńskiej, w powiecie grodzieńskim. Od 1919 roku w granicach II Rzeczypospolitej. 7 czerwca 1919 roku, wraz z całym powiatem grodzieńskim, weszła w skład okręgu wileńskiego Zarządu Cywilnego Ziem Wschodnich – tymczasowej polskiej struktury administracyjnej. Latem 1920 roku zajęta przez bolszewików, następnie odzyskana przez Polskę. 20 grudnia 1920 roku włączona wraz z powiatem do okręgu nowogródzkiego. Od 19 lutego 1921 roku w województwie białostockim, w powiecie grodzieńskim, w gminie Hołynka.
Według Powszechnego Spisu Ludności z 1921 roku zamieszkiwało tu 85 osób, 43 było wyznania rzymskokatolickiego, 39 prawosławnego a 3 mojżeszowego. Jednocześnie 82 mieszkańców zadeklarowało polską przynależność narodową, a 3 białoruską. Były tu 3 budynki mieszkalne.
W wyniku napaści ZSRR na Polskę we wrześniu 1939 roku miejscowość znalazła się pod okupacją sowiecką. 2 listopada została włączona do Białoruskiej SRR. 4 grudnia 1939 roku włączona do nowo utworzonego obwodu białostockiego. Od czerwca 1941 roku pod okupacją niemiecką. 22 lipca 1941 roku włączona w skład okręgu białostockiego III Rzeszy. W 1944 roku ponownie zajęta przez wojska sowieckie i włączona do obwodu grodzieńskiego Białoruskiej SRR. Od 1991 roku miejscowość wchodzi w skład niepodległej Białorusi.